# 百済王 (皇族)
百済王（くだらのおおきみ / くだらのみこ、生没年不詳）は、飛鳥時代の皇族。百済親王とも記される。敏達天皇の孫。父は押坂彦人大兄皇子と推定される。
押坂彦人大兄皇子妃の糠手姫皇女の子の多良王（たらのみこ、舒明天皇の同母弟）である可能性（「久多良王」の「久」が脱落したか？）とする説、妃の大俣王の子茅渟王（皇極天皇・孝徳天皇の父）と同一人と推定する説がある。『新撰姓氏録』に系譜と名が記載されるのみで、事績は不詳。